# 공유 결합

물 분자는 공유 결합에 의하여 특유의 각도를 갖는 분자를 구성한다.

공유결합(共有結合, covalent bond)은 화학 결합중  원자들이 전자를 공유하였을 때 생성되는 결합을 이르는 말이다. 공유 결합을 형성하는 분자는 원자핵과 전자쌍간의 인력 및 원자간 척력에 의하여 안정화되어 있다. 수학에서의 교집합과 유사하며, 이온 결합이 전기 음성도차이 및 전자에 대한 인력 차이에 의해 분리된 전하를 갖는데 비하여, 공유 결합은 전하가 분리되지 않거나(무극성 공유 결합), 분리되더라도 적은 정도로만 분리되어 있어(극성 공유 결합) 전자의 쏠림 현상이 크지 않다.
물 분자를 예로 들면, 수소 원자와 산소 원자가 각각 전자를 내놓아 전자쌍을 만들고(원자가 전자를 공유하는 결합), 이 전자쌍을 함께 나누어 가짐(공유)으로써 결합되어 있다. 이때 비공유 전자쌍이 공유 전자쌍을 강하게 밀기 때문에 물 분자는 굽은형 구조를 가진다.
양자 역학적으로 규명된 공유 결합은 원자의 혼성 오비탈이 서로 겹침에 의하여 생성되는 결합으로, 오비탈의 상호작용에 따라서 특정한 각도를 유지하려는 특성을 갖고 있다. 하지만 양자 역학에 의한 분자 오비탈에 의하여 공유 결합 및 분자 구조를 설명하는 것은 어렵기 때문에, 보다 일반적인 방법으로 고전적인 결합 이론에 의한 루이스 구조식과 VSEPR이론에 의하여 공유 결합에 참여하는 전자나 원자에 대해서 나타낸다. 공유 결합은 오비탈의 종류에 따라서 파이 결합, 시그마 결합, 배위 결합 등을 포괄한다.

## 고전적인 공유결합
루이스(Gilbert Lewis)는 화학 결합이 원자들 사이에 전자를 공유해서 만들어진다고 제안하였고 이를 바탕으로 분자의 화학 결합 형성을 표현했다. 고전적으로 공유 결합에서 공유된 쌍의 각 전자는 두 원자핵의 인력을 받기 때문에 분자의 형태로 나타나는 것으로 본다. 고전적 공유결합에서는 중요한 부분 중 하나는 다전자 원자라고 하더라도 공유 결합에 관여하는 전자는 원자가 전자만을 생각한다. 예를 들어 분자에서 1s 전자는 에너지가 매우 낮고, 주로 원자핵 근처에 존재하기 때문에 결합 형성에 참여하지 않는다고 본다. 하지만 이 논의는 전형 원소(원자가 전자의 수가 족의 수와 같은 원소, 1A~7A)에만 적용이 된다는 점을 유의해야 한다. 그렇지만 분자의 형성에 모든 원자가 전자가 참여하는 것은 아니다. {\displaystyle {\ce {F2}}}분자의 형성에는 두 개의 원자가 전자만이 참여하고 있다는 사실을 알아야 한다. 여기서 결합에 참여하지 않은 원자가 전자쌍을 고립 전자쌍이라고 부른다. 공유결합이 왜 나타나는지는 루이스가 제안한 팔전자 규칙(옥텟 규칙)으로 설명된다. 수소 이외의 다른 원자는 자기 주위에 여덟 개의 원자가 전자가 배열될 때까지 다른 원자와 결합을 하려는 경향이 있다는 것이다. 수소 원자의 경우는 {\displaystyle {\ce {He}}}원자의 전자 배열을 가지려 한다. 하지만 각 원자가 팔전자 규칙(옥텟 규칙)을 만족시키지 못할 경우에도 공유 결합이 형성될 수 있는 경우가 있다.

#### 팔전자 규칙(옥텟 규칙)의 예외
팔전자 규칙(옥텟 규칙)이 모든 분자에 적용된 것은 아니다. 8개보다 전자가 적은 경우가 있고 오히려 전자가 더 많은 경우도 있으며 홀수 개의 전자를 포함하고 있는 경우가 존재한다.

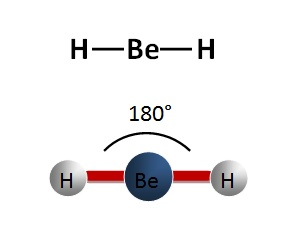
베릴륨 수소화물의 구조

8개 보다 전자가 적은 경우의 예로는 {\displaystyle {\ce {BeH2}}}가 있다. {\displaystyle {\ce {Be}}}의 경우 원자가 전자가 2개 있으며 수소 원자와 결합을 하면 {\displaystyle {\ce {Be}}}원자는 4개의 전자만이 주위에 있어 팔전자 규칙(옥텟 규칙)을 만족시킬 수 없다. 이에 대한 설명은 발전된 이론에서 오비탈의 개념을 통해 설명할 수 있다.

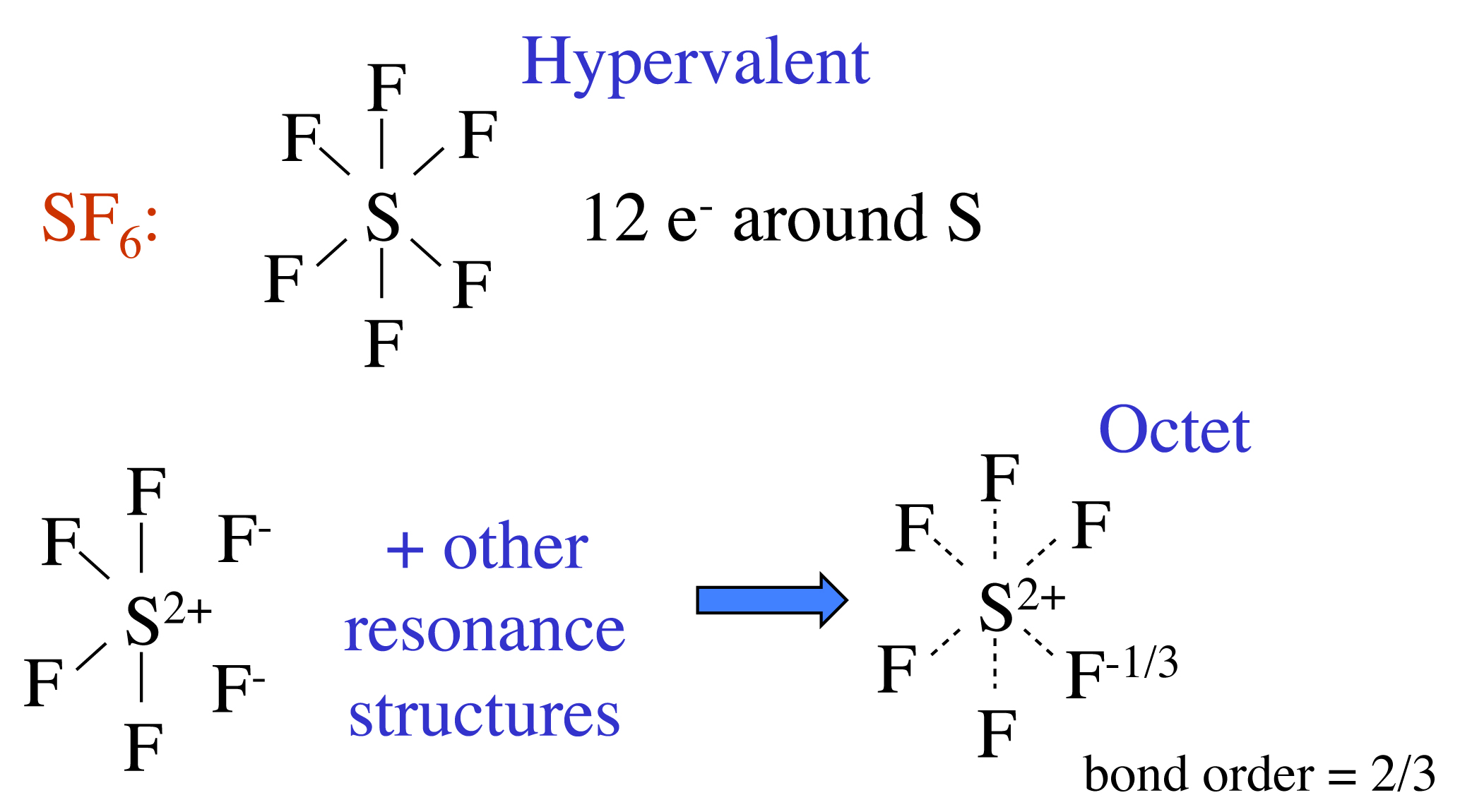
육플루오린화 황의 구조

8개보다 주위에 전자가 많은 경우도 존재하는데 이 경우는 3주기 원소일 경우에 가능한 것으로 3s, 3p 궤도함수 외에 3d 궤도함수가 존재하기 때문에 가능한 것이다. 그에 대한 대표적인 예로 {\displaystyle {\ce {SF6}}}가 있다. 황의 6개의 원자가 전자가 각각 플루오린 원자와 공유 결합을 할 수 있기 때문에 황 원자는 주위에 12개의 전자를 가지게 된다. 이렇게 8개보다 많은 수의 전자가 결합에 이용될 때, 확장된 팔전자라고 부른다.
어떤 분자에서는 주위에 전자가 홀수 개인 경우도 존재한다. 예를 들어 {\displaystyle {\ce {NO}}}의 경우에는 전체 전자의 개수가 홀수이기 때문에 모든 원자가 팔전자 규칙(옥텟 규칙)을 만족할 수 없는 상황이다. 이런 홀수 전자 분자를 라디칼이라고 부른다. 이러한 라디칼은 반응성이 크다.

#### 고전적인 공유 결합의 문제점
루이스의 화학 결합 이론은 간단하게 고유 결합의 형태와 전자쌍을 관계를 통해 설명했다는 장점이 있지만 화학 결합을 설명하는 것에 부족한 부분이 있다. 예를 들어 수소 원자 간의 단일 결합과 플루오린 원자 간의 단일 결합을 모두 두 전자가 짝을 이루는 것으로 설명하여 결합 에너지와 결합 길이가 다른 점을 제대로 고려하지 못하고 있다. 루이스의 이론에서 모든 공유 결합을 동일한 방법으로 다루고 있으며, 공유 결합이 서로 다른 이유에 관해 설명을 하지 못한다는 문제점이 있다는 것이다.

## 분자 구조의 표현

### 루이스 구조의 표현

루이스 구조(왼쪽: 점으로의 표현,오른쪽: 선으로의 표현)

공유된 전자를 점으로 표현하거나 공유된 전자를 하나의 선으로 표현할 수 있다. 고립 전자쌍들은 각 원자에 짝지은 점들로 나타낸다. 전형 원소에서 공유 결합은 원자가 전자만을 고려하기 때문에 원자가 전자만을 표시한다.

#### 결합의 표시
공유 결합에는 두 원자가 한 개의 전자쌍으로 결합한 단일 결합도 있지만 두 개 이상의 전자쌍을 공유하여 결합을 형성하는 경우도 있으며 이를 다중 결합으로 연결되어 있다고 한다. 이 때 루이스 구조에서는 결합이 추가된다면 점으로 표시할 때는 공유되는 공간이 있는 곳에 공유되는 전자들을 모두 표시하고 선으로 표시할 경우에는 공유되는 공간에 선을 공유되는 전자쌍의 개수만큼 그린다. 또한 실제로는 다중 결합이 단일 공유 결합보다 길이가 짧지만 루이스 구조에서는 이를 구별하지 않는다.

예를 들어 대표적으로 이중 결합을 가지고 있는 {\displaystyle {\ce {CO2}}}의 경우를 살펴보면 다음과 같이 나타냄을 확인할 수 있다.

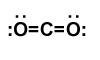
이산화탄소의 구조

질소의 구조

삼중 결합을 가지고 있는 질소 분자 {\displaystyle {\ce {N2}}}의 경우는 다음과 같이 나타낸다.

#### 형식 전하에 따른 루이스 구조의 결정
형식 전하는 원자의 원자가 전자 수와 루이스 구조식에서 할당된 전자 수를 뺀 값을 말한다. 루이스 구조식에서 공유된 전자는 절반만 인정하여 계산한다. 이러한 형식 전하는 더 적절한 루이스 구조를 선택하는데 기준이 되기도 한다. 여러 가지 루이스 구조가 가능할 경우에 형식전하가 더 작은 루이스 구조를 선택한다. 만약 형식 전하가 있어야 한다면 전기음성도가 더 큰 원자가 음의 형식 전하를 가지도록 하는 구조가 더 합당한 루이스 구조라고 할 수 있다. 하지만 형식 전하가 전자가 완벽하게 이동된 것이라고 착각을 하면 안 된다.

### 분자의 기하 구조의 표현(VSEPR-원자가 껍질 전자쌍 반발 모형)
원자의 껍질에 있는 전자쌍이 서로 반발한다는 가정으로부터 시작된 모형으로 두 개 이상의 결합이 있는 다원자 분자에서 다른 결합 전자쌍에 있는 전자 간 반발력이 최소가 될 수 있게 분자가 취하는 전자쌍들이 가능한 한 서로 멀리 떨어져 있도록 위치시키는 모형이다. 반발력을 최소화하는 방향으로 기하 구조가 나타난다는 것이다. 원자가 껍질 전자쌍 반발 모형에는 2가지 일반적인 규칙이 있다. 첫째로 이중 결합과 삼중 결합은 단일 결합과 같이 취급한다는 것이다. 하지만 실제로는 다중 결합에서의 전자쌍 반발이 크다는 것은 알아야 한다. 둘째로는 분자가 2개 이상의 공명 구조를 갖는다면, 그 중 어느 하나의 원자가 껍질 전자쌍 반발 모형을 적용할 수 있다는 것이다. 그리고 형식 전하는 일반적으로 나타내지 않는다.

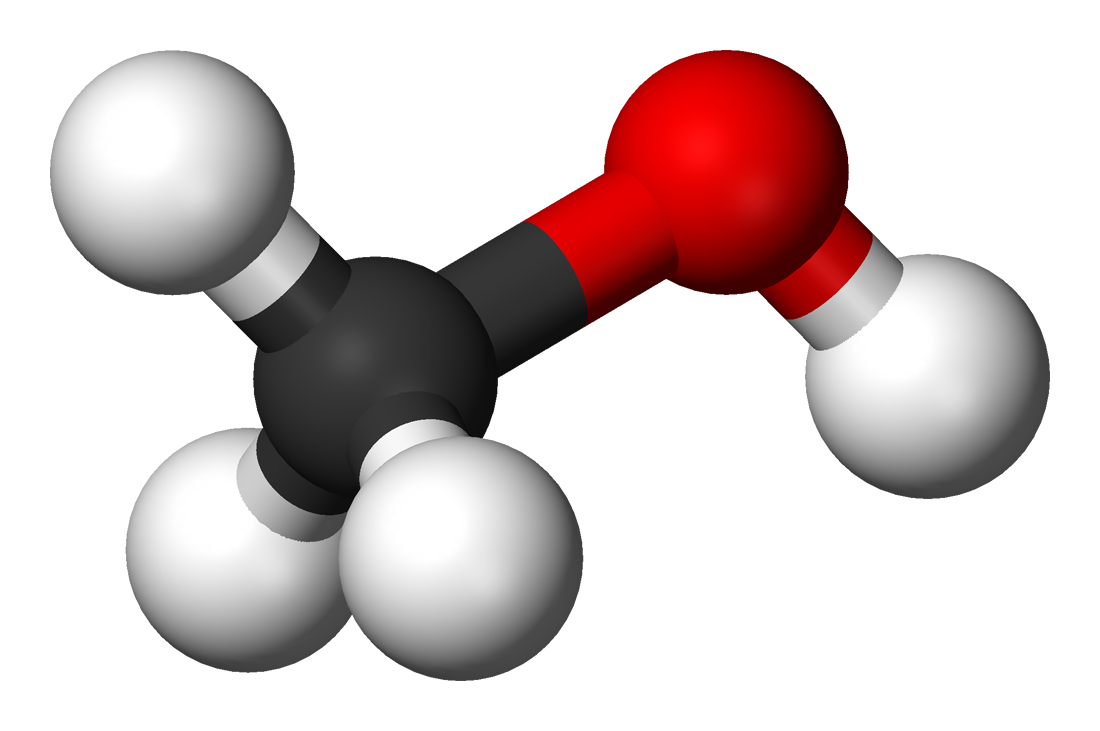
메탄올의 기하 구조

중심 원자에 하나 이상의 고립 전자쌍이 있는 경우, 주의해야 한다. 고립 전자쌍과 고립 전자쌍의 반발이 가장 강한 것으로 생각하고 고립 전자쌍과 결합 전자쌍의 반발을 다음 순서로 강하게 생각하며 결합 전자쌍 사이의 반발을 가장 약하게 생각하므로 이를 고려해서 모형에 반영해야 한다. 만약 둘 이상의 중심 원자를 가지는 경우에는 전체 기하학적 구조를 단순하게 정의하기 어렵기 때문에 각 중심 원자 주위의 모형을 바탕으로 묘사한다. 예를 들어 메탄올({\displaystyle {\ce {CH3OH}}})의 경우에는 탄소 원자와 산소 원자 각각의 기준으로 모형을 나타내어 이를 기하학적 구조로 표현한다. 이 모형은 쌍극자 모멘트로 극성인지 무극성인지를 판단하는 데 도움을 준다는 점에서 유용하다.

##### 모형에 대한 지침
중심 원자 주위의 전자쌍만을 고려하여 분자의 루이스 구조를 작성한 후, 중심 원자 주위의 전자쌍의 수를 확인한다. 이 경우 결합 전자쌍과 고립 전자쌍 모두 고려한다. 이중 결합과 삼중 결합은 단일 결합처럼 취급하는 것을 잊지 말아야 한다. 이후 기본이 되는 모형을 바탕으로 구조를 예측한 뒤, 결합의 종류에 따른 반발력의 차이를 고려해 모형을 확정 짓는다.

## 원자가 결합 이론(VB)
이 이론에서는 분자 안에서 전자는 각 원자의 원자 궤도 함수를 차지하며 개별 원자들의 형태를 유지하도록 도움을 준다고 가정한다. 고전적인 이론과의 차이를 설명하자면 수소 분자의 형성을 고려할 때, 고전적인 이론에서는 결합을 두 개의 전자의 쌍으로 설명하고 있으나 {\displaystyle {\ce {H}}}원자가 결합 이론에서는 결합을 원자의 두 1s 궤도함수의 중첩으로 설명한다. 두 궤도함수가 공간 내의 공통 영역을 공유한다는 의미이다.
또한 팔전자 규칙의 예외에 대해서도 생각해볼 수 있다. 주기율표의 2주기 원소는 원자가 껍질에 2s 궤도함수 하나와 2p 궤도함수 3개로 구성되어 있기 때문에 총 8개의 전자를 수용하기 때문에 팔전자 규칙이 맞았다. 하지만 3주기 원소의 경우 3d 궤도함수도 존재하기 때문에 팔전자 규칙(옥텟 규칙)에서 예외가 발생할 수 있었다는 것을 알 수 있다. 또한 혼성화를 통해 {\displaystyle {\ce {BeCl2}}}, {\displaystyle {\ce {BF3}}}의 경우도 설명할 수 있다.

### 원자 궤도함수의 혼성화
혼성화는 한 원자 내에서 원자 궤도함수가 혼합되어 혼성 궤도함수를 생성하는 것이다. 하지만 혼성화 개념은 고립 원자에는 적용되지 않으며, 공유 결합을 설명하기 위해서만 사용되는 이론이다. 또한 서로 다른 원자 궤도함수가 혼합된 것으로 순수한 원자 궤도함수와는 다른 모양이다. 혼성화에 필요한 에너지는 결합이 형성되는 동안 생성된 에너지를 이용한다. 분자 속에 있는 원자는 각 원자의 혼성 궤도함수를 차지하고 있다고 가정한다는 사실을 알아야 한다. 또한 기본적으로 루이스 구조를 그린 뒤, VSEPR 모형을 사용하여 예측하고 혼성화를 유추하는 것으로 루이스 구조도 여전히 알고 있어야 한다.

메테인의 혼성 오비탈

##### sp3{\displaystyle sp^{3}}혼성화
분자를 생각할 때, 탄소 원자는 두 개의 홀전자를 가지고 있지만 메테인에서 C - H 결합을 설명하기 위해서 전자 하나가 2s 궤도함수에서 2p 궤도함수로 전이를 하여 생각한다. 하지만 이대로 궤도함수가 유지된 채로 결합한다면 HCH 결합각이 {\displaystyle 90^{\circ }}가 된다. 하지만 실제 모든 HCH 결합각이 {\displaystyle 109.5^{\circ }}인 점을 생각하면 문제가 생기기 때문에 이를 해결하기 위해 혼성 궤도 함수라는 개념을 이용한다. 여기서 혼성화는 한 원자 내에서 원자 궤도함수가 혼합되어 혼성 궤도함수를 생성하는데 적용되는 용어이다. 그림은 2s 궤도함수와 2p 궤도함수의 혼합을 나타낸 4개의 혼성궤도 함수이다. 이 네 개의 혼성궤도 함수는 규칙적인 정사면체의 네 꼭짓점 쪽으로 향하고 있기에 {\displaystyle {\ce {CH4}}}분자는 정사면체 형태를 가진다. VSEPR 모형을 사용하여 전자쌍의 배열을 예측할 수 있을 때만 혼성화를 사용한다는 점을 유의해야 한다.

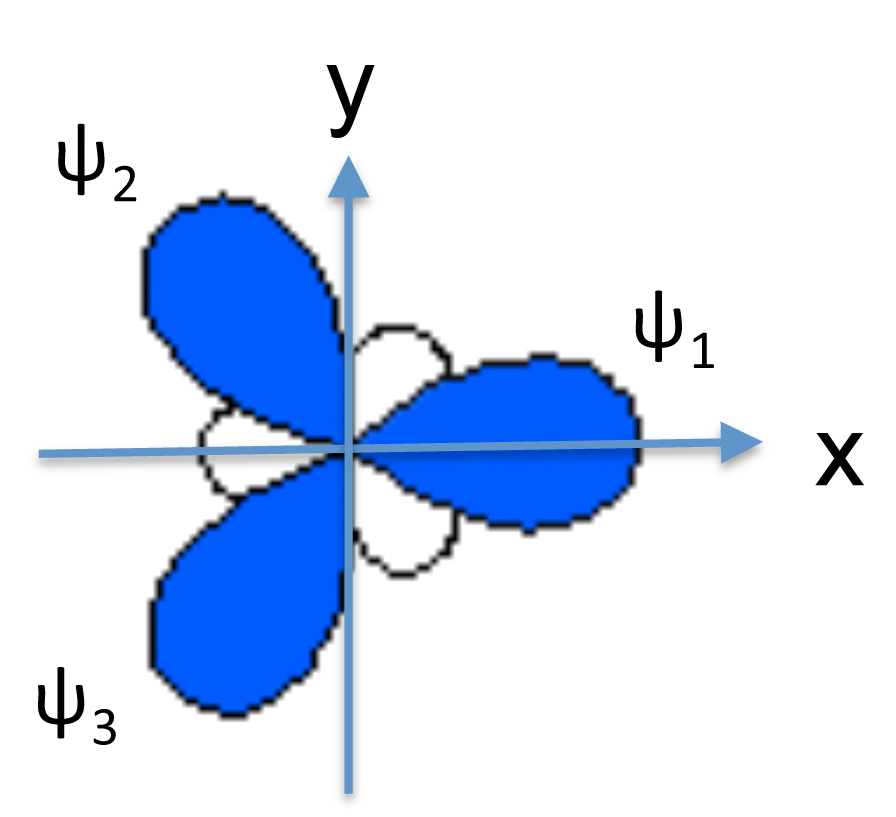
삼불화 붕소의 혼성 오비탈

##### sp2{\displaystyle sp^{2}}혼성화
혼성화 과정은 위와 동일하며 그 예로 고전적인 이론에서는 팔전자 규칙(옥텟 규칙)의 예외였던 {\displaystyle {\ce {BF3}}}를 생각할 수 있다. 붕소의 2s 궤도함수의 전자를 2p 궤도함수로 전이시킨 뒤,  2s 궤도함수와 두 개의 2p 궤도함수가 혼성하여 {\displaystyle sp^{2}}혼성 궤도함수를 형성한다.

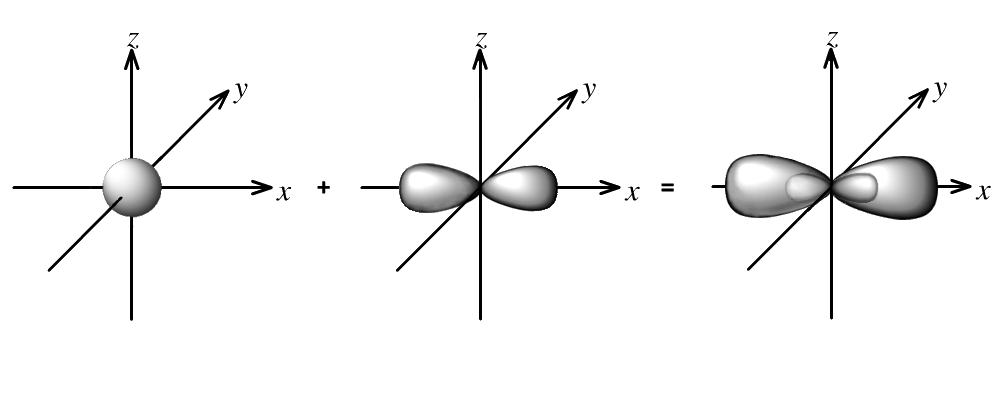
염화 베릴륨의 혼성 오비탈

##### sp{\displaystyle sp}혼성화
루이스 결합 이론에서는 팔전자 규칙(옥텟 규칙)의 예외로 설명했던 {\displaystyle {\ce {BeCl2}}}를 원자가 결합 이론에서는 설명할 수 있다. {\displaystyle {\ce {Be}}}을 들뜬 상태로 만든 후, 2s 궤도함수와 하나의 2p 궤도함수가 혼성하여 {\displaystyle sp} 혼성 궤도함수를 형성하게 된다. 이를 통해 {\displaystyle {\ce {BeCl2}}} 분자를 설명할 수 있다.

##### s,p,d{\displaystyle s,p,d}궤도함수의 혼성화
3주기 이상 원소에서는 d 궤도함수도 존재하기 때문에 혼성화를 할 때, 고려해야 한다. 예를 들어 {\displaystyle {\ce {SF6}}}분자의 경우, 3s 궤도함수의 전자와 3p 궤도함수의 전자가 두 개의  3d 궤도함수로 이동하게 되고 {\displaystyle sp^{3}d^{2}}혼성 궤도함수를 생성한다. 그렇기 때문에 이를 원자가 껍질 확장의 한 예로 볼 수 있다.

### 이중 결합, 삼중 결합을 포함하는 분자의 혼성화
루이스의 공유 결합에서는 이중 결합과 삼중 결합을 모두 같은 결합처럼 생각하고 같은 막대기 또는 점으로 표시하였지만 원자가 결합 이론에서는 혼성화의 개념을 통해 그 차이를 설명한다. {\displaystyle {\ce {C2H4}}}의 경우를 볼 때, 각 탄소 원자가 {\displaystyle sp^{2}}혼성화가 되었다고 가정하면 혼성화되지 않은 2p 궤도함수가 존재하고 혼성 궤도함수의 평면과 수직임을 알 수 있다. 이 상황에서 혼성화되지 않은 2p 궤도함수가 옆으로 중첩하며 또 다른 결합인 파이 결합을 형성한다. 이 파이 결합이 {\displaystyle {\ce {C2H4}}}가 회전할 수 없도록 영향을 주어 평면 구조를 갖게 된다. 파이 결합이 회전을 방해하기 때문에 기하 이성질체가 생기는 것이기도 하다. 루이스 구조에서 나타낸 결합은 같은 모양처럼 보이지만 실제 이중 결합에서는 하나는 시그마 결합이고 다른 하나는 파이 결합이라는 사실과 둘의 결합 엔탈피도 다르다. 삼중 결합의 경우에는 혼성화되지 않은 2p 궤도함수가 2종류 존재하여 두 개의 파이 결합이 생겨 삼중 결합은 하나의 시그마 결합과 두 개의 파이 결합으로 구성되는 것이 실제에 더 가깝다는 것을 알아야 한다.

## 분자 궤도함수(MO) 이론에서의 결합

산소 분자의 분자 궤도함수 표현

원자가 결합 이론도 분자에서 전자들이 개별 원자의 원자 궤도함수를 차지한다는 가정으로 시작하기 때문에 실제와 차이가 발생한다. 분자에서 각 결합 전자는 전체적으로 분자의 특징적인 궤도함수 안에 존재해야 하기 때문이다. 특히 산소 분자의 경우 원자가 결합 이론으로 보았을 때, 모든 전자쌍은 짝을 이루기 때문에 반자기성이라 생각되지만, 실험적으로는 홀전자 2개를 가지며 상자기성을 띤다. 이 같은 경우를 설명하기 위해 분자 궤도함수 이론이 등장하였다. 이 이론에서는 원자 궤도 함수에서 한 원자에만 관련되어 표현한 것과 달리 분자 궤도함수로 공유결합을 나타내 결합하는 원자의 원자 궤도함수의 상호작용 결과를 바탕으로 표현하였다는 사실이다. 분자 궤도함수 이론에서는 원자의 궤도함수가 겹치면 결합성 분자 궤도함수 하나와 반결합성 분자 궤도함수 하나의 두 분자 궤도함수를 만든다. 이는 마치 파동이 만나 보강 간섭을 하여 진폭이 커지거나 상쇄 간섭으로 진폭이 작아지는 것처럼 생각할 수 있다. 만들어지는 분자 궤도함수의 수는 혼합된 원자 궤도함수의 수와 같으며 분자 궤도함수도 파울리의 배타원리와 훈트의 규칙을 만족한다. 보통 σ결합이 π결합보다 강하기 때문에 2주기 이원자 분자에서 에너지는 보통 σ2p가 π2p보다 에너지가 낮으나 2s와 2p 궤도함수의 에너지의 차이가 작을 경우 상호작용을 할 수 있어 π2p가 σ2p보다 에너지가 낮을 수 있다는 사실을 알고 있으면 좋다.

### 결합 차수
대략적인 결합의 세기를 표현하는 것으로 결합성 분자 궤도함수에 있는 전자수에서 반결합성 분자 궤도함수에 있는 전자 수를 뺀 값을 2로 나누어 구할 수 있다. 결합 차수가 0이나 음의 값일 경우 결합이 안정하지 않거나 분자가 존재하지 않음을 의미한다. 예를 들어 {\displaystyle {\ce {He2}}}의 경우에는 결합성 분자 궤도함수에 있는 전자 수가 2개이고 반 결합성 분자 궤도함수에 있는 전자 수가 2개이기 때문에 결합 차수는 0이 되어 이러한 분자는 매우 불안정하고 특별한 조건에서 존재할 수 있다고 한다.

## 공명

벤젠의 루이스 구조

공명 구조란 하나의 루이스 구조로 설명할 수 없는 분자를 설명하기 위해 두 개 이상의 루이스 구조식으로 나타낸 구조이다. {\displaystyle {\ce {C6H6}}}의 경우 다음과 같이 나타낸다.

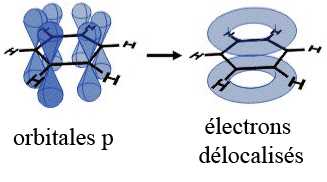
벤젠의 비편재화된 전자

여기서 주의해야 할 점은 한 공명 구조에서 다른 공명 구조로 빠르게 바뀌고 있는 상태가 아니라 실제 분자를 설명할 수 없기 때문에 표현한 방식이라는 것을 알아야 한다. 그래서 이를 발전된 이론에서는 각 탄소 원자가 {\displaystyle sp^{2}}혼성화를 하고 남은 p궤도 함수끼리 파이 결합을 형성하는데 이 결합이 두 원자 사이에서 명확하게 공유되는 모습이 아닌 여러 원자에 의해 공유되는 것으로 비편재화된 상태로 설명할 수 있다. 분자 궤도함수 이론에서는 참여한 궤도함수의 개수에 따라 여러 방식으로 분자 궤도함수를 만들 수 있고 벤젠의 경우 6개의 분자 궤도함수를 만들 수 있으며 이에 대한 에너지는 분자 궤도함수의 마디(node)의 개수에 따라 나눠지게 되고 6개의 전자는 결합성 분자 궤도에만 전자가 들어가게 된다. 옆에 있는 그림은 분자 궤도함수 이론을 기준으로 볼 경우, 에너지가 가장 낮은 분자 궤도함수를 표현한 것으로 판단할 수 있다.

## 같이 보기
- 전기 음성도
- 옥텟 규칙
- 루이스 구조
- 형식전하
- VSEPR(원자가 껍질 전자쌍 반발 이론)
- 화학 결합
- 이온 결합
- 원자가 결합 이론
- 혼성 궤도
- 분자 궤도
- 공유 결합 결정

## 참고도서
1. Raymond Chang 외. <레이먼드 창의 일반화학> 제12판. 사이플러스.
2. Zumdahl. <줌달의 일반화학> 수정판(8판). 사이플러스.
3. 심국석 외. <HIGH TOP> 2009 개정교육과정 기본서. 두산동아.